# Vet Stone
Vet Stone, född Vaetta Stewart 2 maj 1950 i Vallejo, Kalifornien, är en afroamerikansk sångerska, mest känd är hon som den ledande sångerskan i gruppen Little Sister, en grupp som fungerade som körgrupp till det inflytelserika soul- och funkgruppen Sly and the Family Stone. 
Anledningen till att gruppen kom att heta Little Sister är att Vet är just "lillasyster" till Sly Stone, frontmannen i Sly and the Family Stone. Little Sister hade 1970 sin största individuella framgång med låten "You're the One" som placerade sig som högst på 8:e plats den amerikanska Billboardlistan för R&B-låtar.